# 法拉利F40

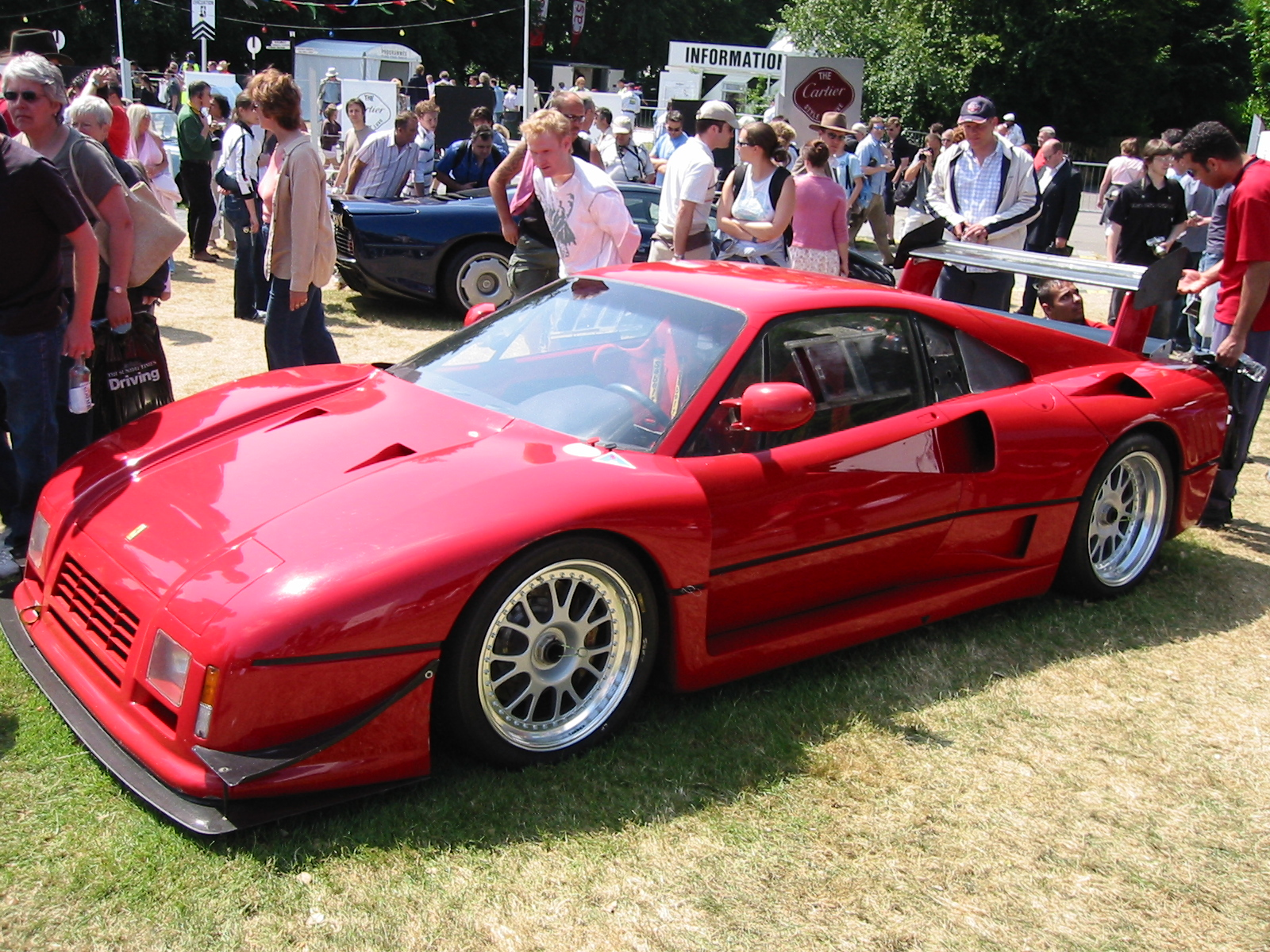
1987年推出的法拉利 288 GTO Evoluzione為法拉利F40發展的基礎。

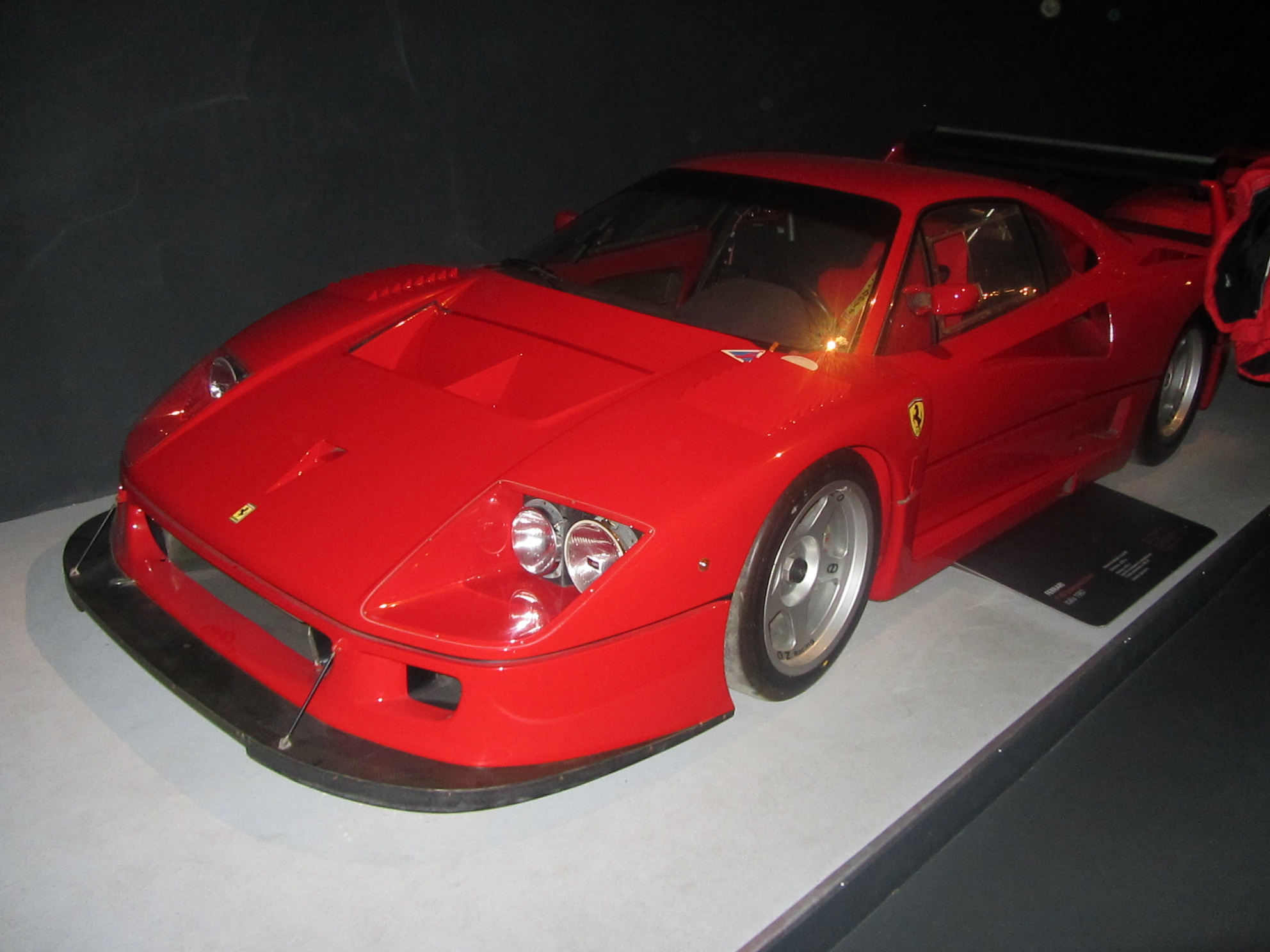
Ferrari F40 Competizione

法拉利F40（Ferrari F40）是一款高性能超級跑車，是法拉利車廠為了慶祝其品牌創建40週年而設計的。
這款跑車於1987年的法蘭克福車展中首度亮相，競爭對手為1985年保時捷所發表的超級跑車959，它從 "288 GTO" 型車款發展而來，並使用了不少前作的設計元素。內裝全競技化導向，毫無舒適性可言，車門上連門把都沒有，得靠一條鋼索來開關車門。F40的2.9升V8 TwinTurbo引擎能爆發出478匹馬力，車重只有1,100公斤的F40，在0km/h-100km/h只需4.1秒，極速能達到324km/h，成為當時世界上最快的量產街車。